# Tremarctos ornatus
L'orso dagli occhiali (Tremarctos ornatus Cuvier, 1825), noto anche come orso andino, orso andino dal muso corto, o orso di montagna, e localmente come jukumari (Aymara e Quechua), ukumari (Quechua) o ukuku, è un mammifero carnivoro appartenente alla famiglia Ursidae. È l'unico orso sudamericano, oltre ad essere l'ultimo rappresentante vivente degli orsi dal muso corto (sottofamiglia Tremarctinae). I suoi parenti più stretti sono l'estinto orso dagli occhiali della Florida, e gli orsi dal muso corto giganti del Pleistocene medio-superiore (Arctodus e Arctotherium). La specie è classificata come Vulnerabile dalla IUCN a causa della perdita di habitat.

## Descrizione

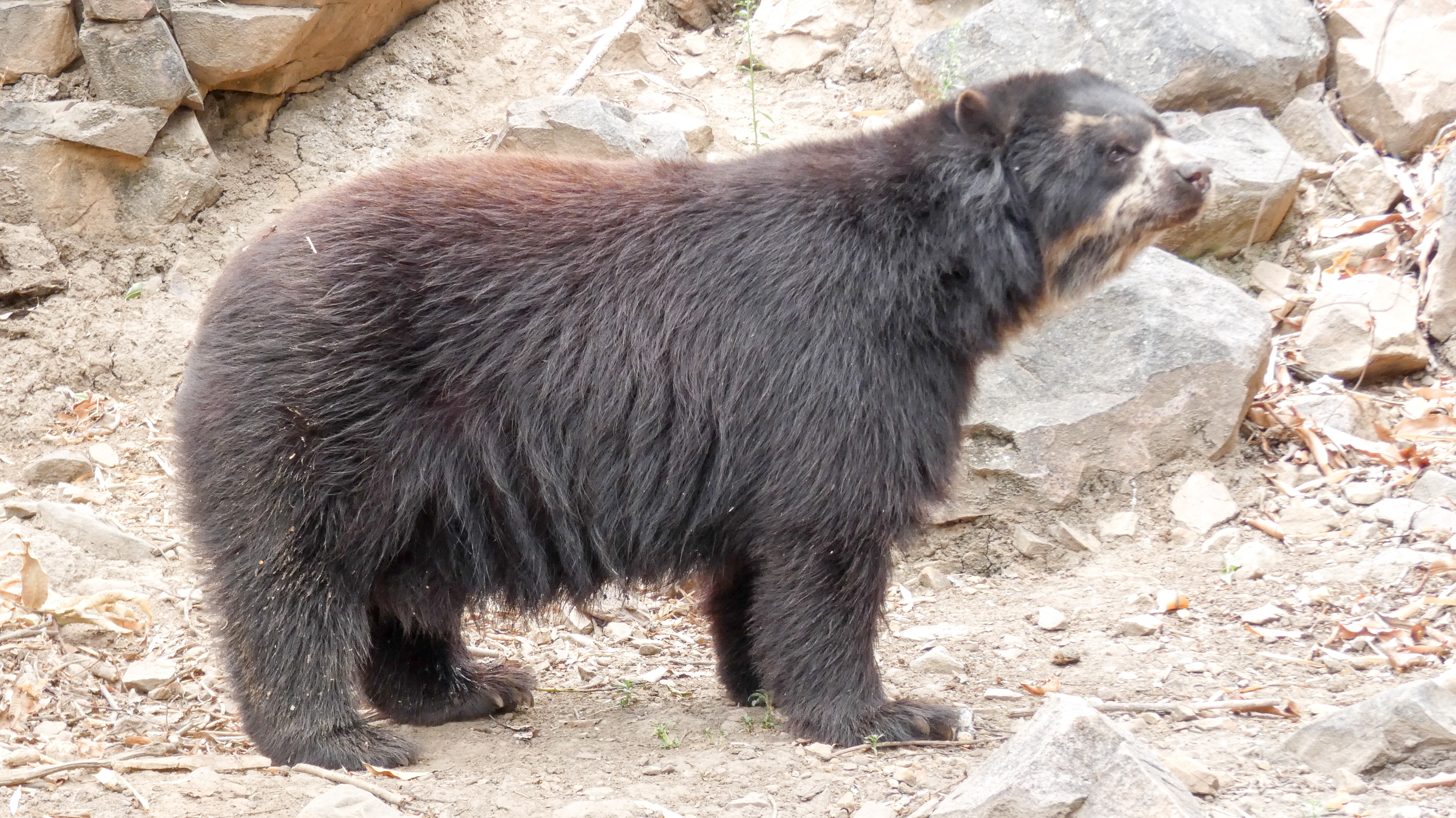
Orso dagli occhiali in Perù

Tremarctos ornatus  è uno degli orsi più piccoli, lungo 1,5-1,8 m compresa la piccola coda di circa 15 cm e alto, alle spalle, 75 cm in media. Un maschio completamente sviluppato può pesare fino a 140 kg. Il pelo, ispido, è nero o marrone molto scuro, con larghi cerchi o semicerchi bianchi o avana attorno agli occhi, a cui si deve il suo curioso nome comune. Il muso è dello stesso colore. Questo animale ha macchie bianche sul collo, che si estendono in striature irregolari sul petto. Tuttavia le macchie della testa e del petto variano considerevolmente da individuo a individuo e possono, a volte, essere del tutto assenti. Il pelo, inoltre, è molto meno spesso di quello degli orsi dei climi temperati.
Inoltre, per quanto venga chiamato orso dagli occhiali per i cerchi bianchi che ha attorno agli occhi, questi non sono una caratteristica somatica sempre presente. A volte, oltre ai cerchi, l'orso presenta alcune parti bianche anche sul muso, in certi casi anzi gli occhiali sono così larghi e le parti bianche così diffuse che tutta la faccia appare come una grande maschera bianca con un po' di nero attorno agli occhi. Altre volte, invece, il bianco che circonda gli occhi è completamente assente e si ha soltanto un po' di bianco sul muso. Fra questi due estremi sono possibili diverse fisionomie, a seconda della presenza più o meno marcata del bianco.

## Biologia

### Comportamento

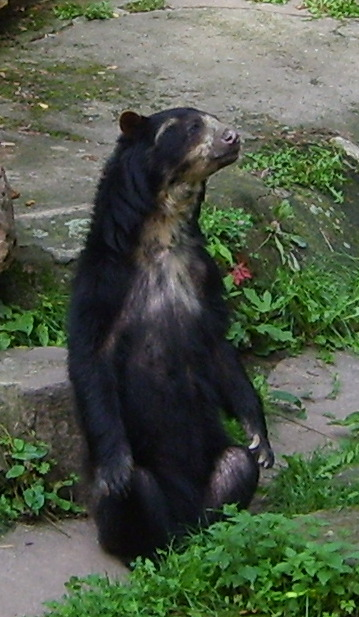
Orso dagli occhiali seduto

Poche cose sappiamo, in verità, sulle abitudini di questo orso dagli occhiali. Al pari della maggior parte degli altri orsi è un ottimo scalatore, in grado di arrampicarsi sugli alberi fino ad un'altezza di 24–30 m in cerca di cibo.  
Si arrampica sugli alberi anche per costruirvi il nido dove trascorrerà momenti di riposo. Conduce un'esistenza generalmente solitaria e i piccoli rimangono con la madre solamente per un anno, prima di iniziare una vita indipendente.

### Alimentazione

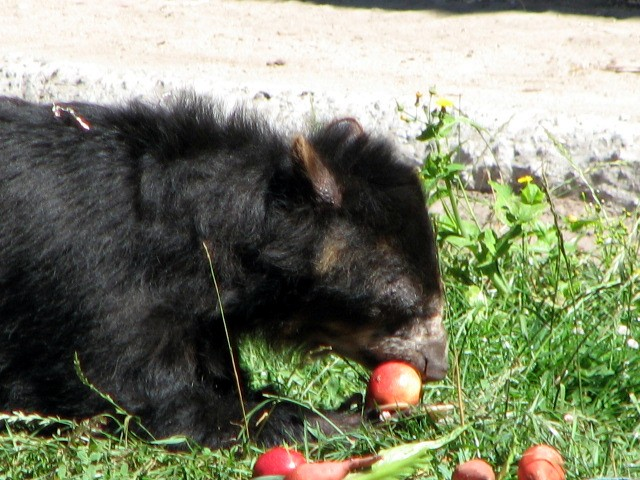
Orso dagli occhiali che si nutre di frutta

A differenza della maggior parte degli altri orsi si ritiene che quelli dagli occhiali si nutrano quasi esclusivamente di foglie, frutta e radici, anche se in cattività alcuni esemplari hanno mangiato della carne e anche allo stato selvatico sono stati visti cacciare cervi, vigogne e guanachi. In Ecuador, l'orso dagli occhiali si nutre prevalentemente della palma detta «pambili», in quanto usa arrampicarvisi, e strapparne rami interi, di cui poi mangia le foglie, una volta ridisceso a terra. Poi, spacca a metà anche i gambi verdi delle palme giovani, per mangiarne il tenero midollo, né risparmia i germogli. Nel nord del Perù si ciba, invece, di frutti di una delle specie di Capparis.

### Riproduzione

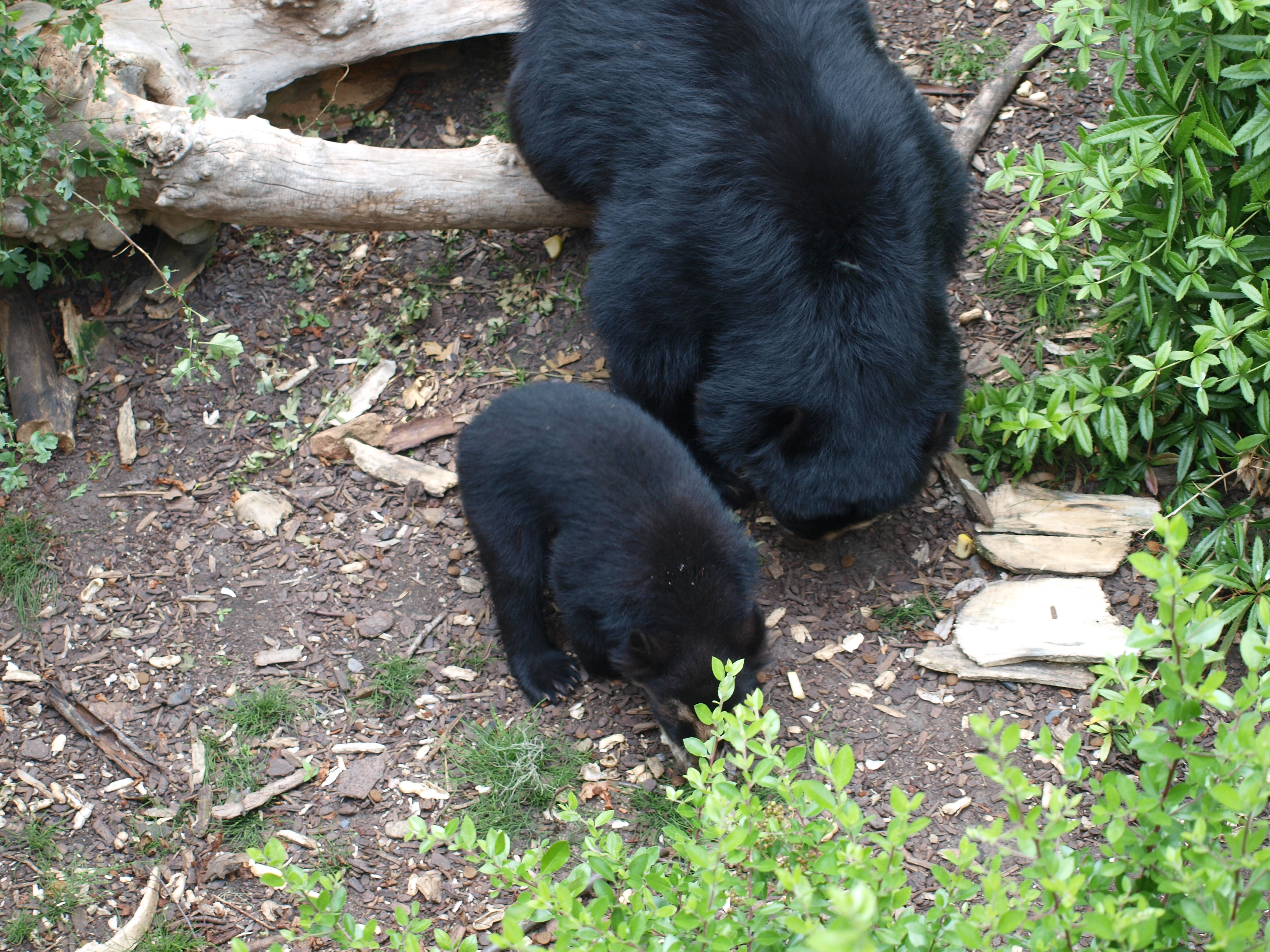
Una madre con un cucciolo

Delle abitudini di riproduzione degli orsi dagli occhiali sappiamo solo quanto è stato possibile osservare negli zoo. Nulla si sa però del loro comportamento allo stato selvatico. Dai dati del 1951, di una colonia ormai ben stabilitasi nei giardini zoologici di Buenos Aires, risulta che il periodo di gestazione dura dagli otto agli otto mesi e mezzo, che il numero dei piccoli varia da uno a due, e che il periodo delle nascite cade in giugno, luglio e settembre. I giardini zoologici di Basilea riportano però che un orso femmina ricevuto il 25 novembre 1952 partorì tre piccoli il 17 febbraio 1953.

Gli orsi dagli occhiali non sono mai stati numerosi negli zoo, probabilmente per l'inaccessibilità del loro habitat. I giardini zoologici di Londra ricevettero il primo nel 1832. Un orso dagli occhiali che arrivò alla Società Zoologica di New York nel 1909 fu considerato il primo che giungesse vivo negli Stati Uniti. Infatti, gli orsi dagli occhiali non sopravvissero a lungo in cattività, fino a quando non si comprese la loro prevalente dieta vegetariana. Quindi, a partire dal momento in cui venne loro assicurata la dieta adeguata, vissero molto più a lungo. Un grande maschio visse così nel parco zoologico di New York per ben 16 anni, ossia dal novembre del 1940 al giugno 1957. Veniva tenuto però in una tana esterna che era ben riparata, ma non riscaldata, e dimostrò così di essere abbastanza resistente per sopportare quella latitudine. Pur trovandosi in un clima più freddo di quello del suo habitat naturale, non accennò affatto a cadere in letargo durante l'inverno, benché il tempo fosse, a volte, molto rigido. La sua dieta giornaliera consisteva in un litro circa di latte evaporato ridisciolto, 18 mele e 7 pagnotte di pane con uva passita, ma non accettò mai carne, neppure tritata come quella che si dà ai cani, anche se anni dopo, un orso giovane dello stesso zoo ne accettò in piccole quantità. Il più longevo degli orsi dagli occhiali vissuti in cattività, risulta essere uno dei giardini zoologici di San Diego, che visse 21 anni.

## Distribuzione e habitat

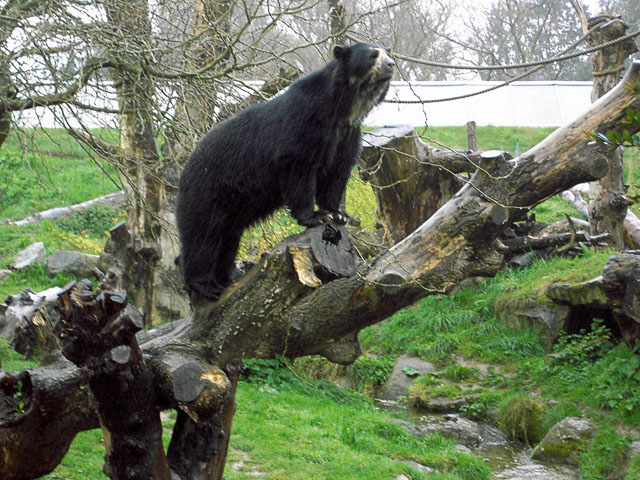
Orso dagli occhiali arrampicato su un ramo

Vive nelle foreste ai piedi delle Ande, fino ad un'altitudine di 3000 m nel Venezuela occidentale, nella Colombia, nell'Ecuador, nel Perù, nella Bolivia occidentale, all'estremità nordoccidentale dell'Argentina e forse anche nel Panama. Anche se di solito si limita a vivere nelle zone forestali, esso si spinge a volte nelle radure più alte o anche nelle pianure, nelle savane e nelle boscaglie a basse altitudini.

## Conservazione

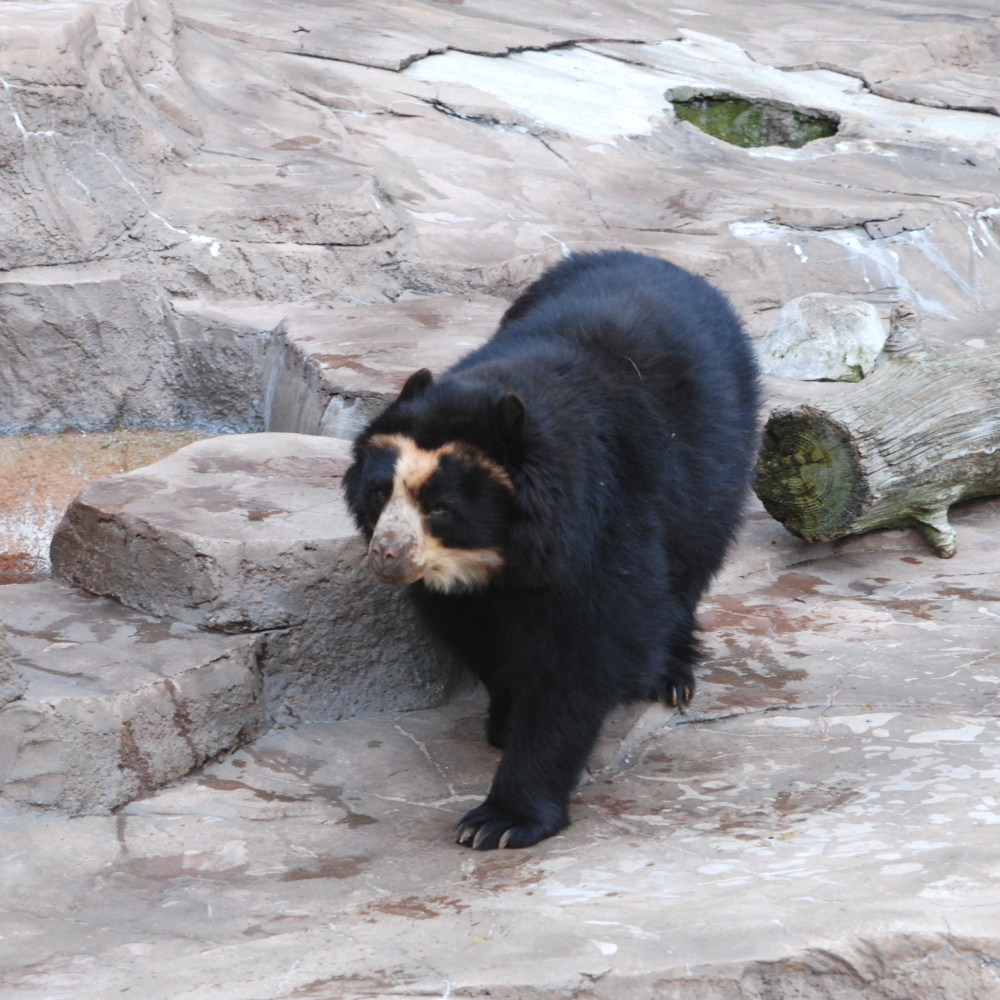
Orso dagli occhiali al Tennoji Zoo a Osaka, Giappone

L'orso dagli occhiali è principalmente minacciato dal bracconaggio e dalla perdita dell'habitat. Il bracconaggio di questi animali ha diverse ragioni, dalla caccia sportiva, al commercio di animali esotici, credenze religiose o magiche, commercio di prodotti naturali e il mero conflitto con l'uomo per il territorio.
La caccia sportiva all'orso dagli occhiali era apparentemente molto popolare durante il XIX secolo in alcune aree rurali dell'America Latina. Nel romanzo costumbrista "María" dello scrittore colombiano Jorge Isaacs, venne descritta come un'attività per giovani privilegiati in Colombia. Le storie riguardanti gli orsi da compagnia sono note anche da documenti sull'aristocrazia ecuadoriana di quel tempo. Queste minacce potrebbero essere diminuite negli ultimi anni, ma ci sono ancora segnalazioni isolate di orsi prigionieri confiscati nelle aree rurali, che di solito non sono in grado di adattarsi nuovamente al loro habitat naturale e devono essere tenuti in cattività.
Anche le credenze religiose o magiche delle popolazioni indigene sono uno dei motivi per la diminuzione degli orsi dagli occhiali, in particolare nei luoghi in cui gli orsi sono legati ai miti della scomparsa di donne o bambini, e dove le parti del corpo degli orsi sono legate alla medicina tradizionale o alle superstizioni. In questo contesto, il commercio di parti d'orso potrebbe avere un valore commerciale. La loro cistifellea è molto apprezzata nella medicina tradizionale cinese e ha un elevato prezzo sul mercato internazionale. I conflitti con l'uomo, tuttavia, sembrano essere la causa più comune per il bracconaggio in gran parte dell'areale di questo animale. Gli orsi dagli occhiali, infatti, sono spesso i maggiori sospettati per gli attacchi al bestiame e per le razzie compiute alle colture, e per questo vengono uccisi per rappresaglia o per evitare ulteriori danni. Tuttavia, è stato dimostrato che gli attacchi ai bovini attribuiti all'orso dagli occhiali sono in parte dovuti ad altri predatori. Le razzie alle colture sembra essere frequente solo nelle aree con risorse naturali in diminuzione o in aree dove l'estensione delle colture invade l'habitat degli orsi, o quando gli individui autori di queste razzie si abituano troppo alla presenza dell'uomo.
L'intensità del bracconaggio può arrivare a creare vere e proprie trappole ecologiche per gli orsi dagli occhiali. In questo scenario, gli orsi sono attratti dalle aree con un habitat ristretto con abbondante cibo e lontano dall'uomo, ma in questo modo si espone in un territorio più piccolo rimanendo ad alto rischio di bracconaggio.
Forse il problema più epidemico per la specie è il vasto disboscamento e l'agricoltura, che ha portato alla perdita dell'habitat per gli orsi in gran parte dipendenti dagli alberi. Oggi, rimane solo il 5% del suo habitat originale nella foresta pluviale andina. La carenza di fonti alimentari naturali potrebbe spingere le razzie degli orsi alle colture e al bestiame, aumentando il conflitto con l'uomo che di solito si traduce nell'abbattimento degli individui. Gli impatti dei cambiamenti climatici sull'habitat dell'orso e sulle sue fonti alimentari non sono ancora del tutto chiari, ma potrebbero avere un potenziale impatto negativo nel futuro prossimo.

### Azioni e piani per la conservazione
La IUCN ha raccomandato i 

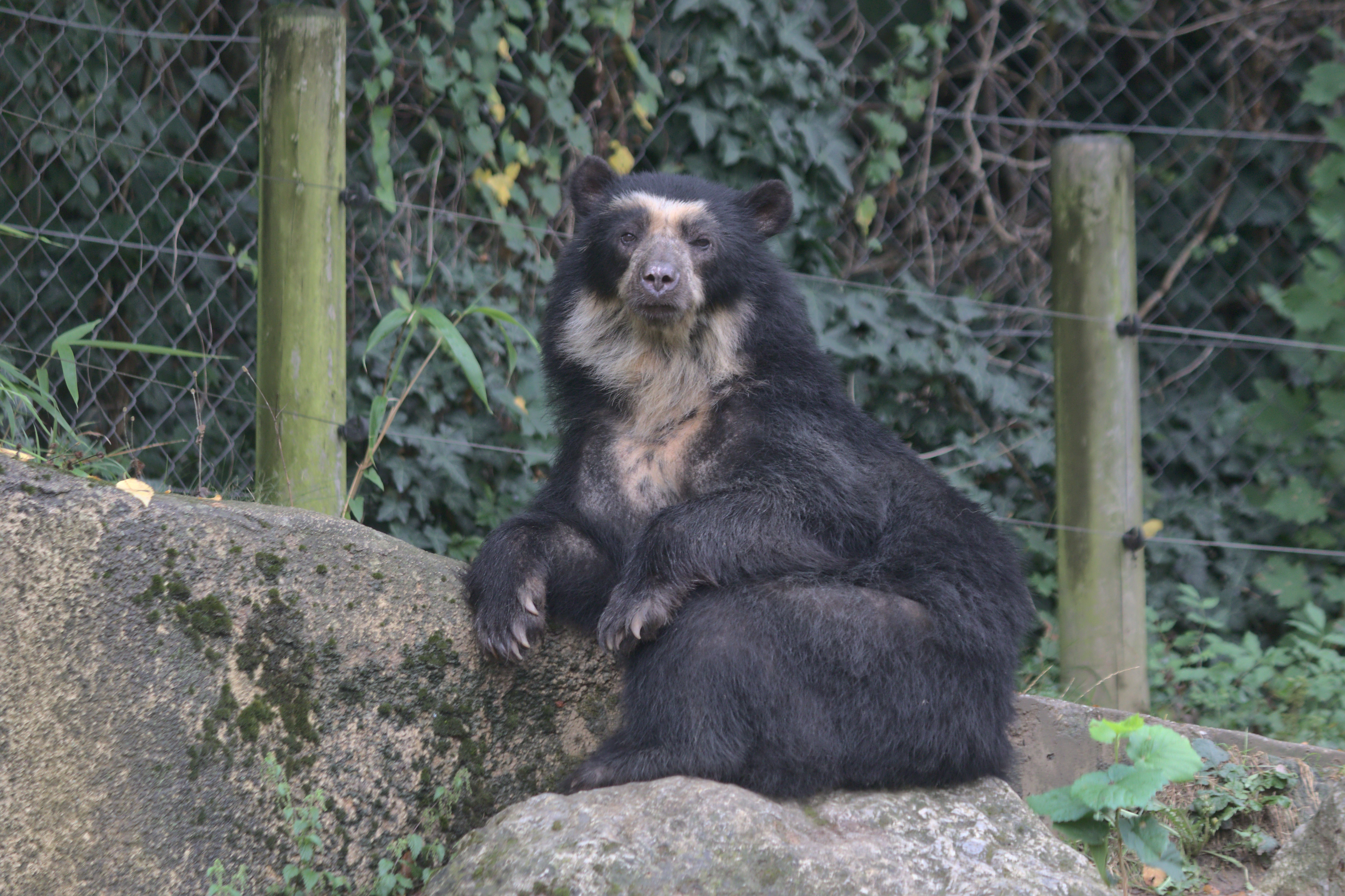
Orso dagli occhiali in uno zoo in Germania

seguenti provvedimenti per la conservazione degli orsi dagli occhiali: espansione e attuazione di aree protette, maggiore ricerca a livello di specie e monitoraggio di spostamenti e minacce, gestione più concertata delle attuali aree di conservazione, programmi di gestione per gli orsi che coinvolgono residenti locali e l'educazione del pubblico per quanto riguarda gli orsi dagli occhiali, in particolare i benefici della conservazione della specie grazie al suo effetto sulle risorse naturali.
I governi nazionali, le ONG e le comunità rurali hanno stabilito diversi impegni per la conservazione di questa specie in tutto il suo areale. Le azioni di conservazione in Venezuela risalgono nei primi anni '90 e si concentravano principalmente sull'educazione ambientale a vari livelli e sulla creazione di aree protette. Lo sforzo di diverse organizzazioni ha portato a un ampio riconoscimento dell'orso dagli occhiali nella società venezuelana, sollevandolo come una specie emblematica di sforzi di conservazione nel paese e all'istituzione di un piano d'azione decennale. Le prove relative all'efficacia oggettiva di questi programmi (come la riduzione del rischio di bracconaggio, il mantenimento della vitalità della popolazione e la riduzione del rischio di estinzione) sono oggetto di dibattito e devono essere ulteriormente valutate.
La legislazione contro la caccia all'orso esiste, ma viene raramente applicata. Ciò porta alla persistenza del problema del bracconaggio, anche all'interno delle aree protette.
Nel 2006, è stata istituita la Società per la Conservazione dell'Orso dagli Occhiali in Perù per studiare e proteggere l'orso dagli occhiali.